# 5143 Геркулес
5143 Геркуле́с (дав.-гр. Ἡρακλῆς) — навколоземний астероїд з групи Аполона, який належить до рідкісного спектрального класу O й характеризується дуже витягнутою орбітою, що перетинає орбіти всіх чотирьох планет земної групи від Меркурія до Марса. Він був відкритий 7 листопада 1991 року американськими астрономоми Керолін Шумейкер, Юджином Шумейкером та Девідом Леві у Паломарській обсерваторії й названий на честь Геркулеса, сина Зевса, героя численних міфів Стародавньої Греції, що мав велику силу.